# Peter A. Kraus
Peter A. Kraus (* 9. Oktober 1960 in Barcelona, Spanien) ist ein deutsch-katalanischer Politikwissenschaftler, der sich vor allem mit Themen der Politischen Soziologie, der vergleichenden Demokratieforschung und moderner Demokratietheorie befasst. Zurzeit ist er an der Universität Augsburg als Professor der Politikwissenschaften tätig und Leiter des Kanada-Instituts.

## Leben
Kraus studierte Soziologie, Politikwissenschaft und Romanistik an der Universität Augsburg und der Universität Bielefeld. Im Jahr 1988 legte er sein Diplom in Soziologie an der Universität Bielefeld ab und promovierte dann 1994 im Fach Politikwissenschaft an der Universität Frankfurt am Main. Im Zeitraum von 1988 bis 1990 arbeitete Kraus als wissenschaftlicher Mitarbeiter im Bereich Politikwissenschaft an der Fakultät für Soziologie der Universität Bielefeld. Nach seiner Tätigkeit in Bielefeld war er von 1990 bis 1995 wissenschaftlicher Mitarbeiter an der Fakultät für Sozialwissenschaften der Universität Mannheim. In den Jahren 1990/91 und 1992/93 ließ er sich von seinem Dienst beurlauben, um als Stipendiat der Stiftung Volkswagenwerk längere Forschungsaufenthalte an der Universitat Autònoma Barcelona und am Instituto de Estudios Sociales Avanzados in Madrid zu absolvieren. Seit 1995 war er Hochschulassistent am Institut für Sozialwissenschaften der Humboldt-Universität zu Berlin. Von Januar bis Juni 1999 lehrte er als Theodor Heuss Visiting Lecturer am Department of Political Science an der Graduate Faculty der New School for Social Research in New York City.
Sein Weg führte ihn in seinem Studienjahr 2000/01 als John F. Kennedy Fellow an das Center for European Studies der Harvard University, Cambridge, Ma. Er habilitierte sich an der Humboldt-Universität zu Berlin, wo er im Juli 2003 Privatdozent für Politikwissenschaft am Institut für Sozialwissenschaften wurde. Als Gastwissenschaftler arbeitete er zwischen 2003/2004 im Wissenschaftszentrum Berlin auf dem Gebiet der Sozialforschung, Abteilung „Demokratie: Strukturen, Leistungsprofil und Herausforderungen“. Ab Juni 2006 war Kraus Professor an der Schwedischen Sozial- und Kommunalhochschule an der zweisprachigen Universität Helsinki. Seit Mai 2012 ist Kraus an der Universität Augsburg Professor der Politikwissenschaften und Leiter des Kanada-Instituts.

## Forschungsthemen
„In Vielfalt geeint“ – so lautet die offizielle Devise der Europäischen Union. In diesem Zusammenhang wird oft seine Publikation „Europäische Öffentlichkeit und Sprachpolitik“ genannt. Das Werk von Kraus, so Claus Offe, „liegt darin begründet, dass er – im Kontext der europäischen Integration und des europäischen Sprachenregimes – sich theoretisch und empirisch, aber auch in praktischer Absicht mit dem Problem auseinandersetzt, dass die Differenz der einzelnen Sprachen und der in ihnen aufbewahrten Überlieferungen und Lebensweisen sich schlechterdings nicht ’privatisieren’ lassen.“
In dem Buch „Nationalismus und Demokratie. Politik im spanischen Staat der Autonomen Gemeinschaften“ referiert Kraus über den spanischen Staat und dessen autonome Gemeinschaften. So behandelt er „die Wechselbeziehungen zwischen den „strukturellen“ Problemen einer multinationalen Gesellschaft, der Dynamik demokratischen Wandels und der Institutionalisierung des Estado autonomico“ im Zeitraum zwischen 1975 und 1992. Zu Beginn dieser Periode fand eine Transformation von einem autoritären System zu einem sozialen und demokratischen Rechtsstaat mit der Staatsform einer parlamentarischen Monarchie statt. Darauf aufbauend vollzog sich eine Wandlung vom ehemaligen homogenen Einheitsstaat hin zu einem neuen „semiföderalen, auf jeden Fall stark dezentralisierten und ethnoterritorial vielschichtigen Gebilde“. Kraus geht „in groben Zügen auf den Beitrag neuerer „Transitionstheorien“ zur Untersuchung von Prozessen der Regimetransformation ein“. In einem weiteren Schritt, konzipiert Kraus ein heuristisches Schema auf Grundlage des zuvor erläuterten „Transitionstheorems“. Nach der Betrachtung der „Makro-Perspektive“ beschäftigt er sich mit den „Meso-Effekten des Autonomieprozesses, d. h. mit den gesellschaftlichen und politischen Konsequenzen der Dezentralisierung auf der Ebene der Comuidades Autonomas“.
Kraus veröffentlichte Schriften zu den Bereichen Demokratietheorie und kulturellem Pluralismus sowie zur Europäischen Union und deren ethnokultureller sowie linguistischer Vielfalt.

## Veröffentlichungen (Auswahl)
- Nationalismus und Demokratie. Politik im spanischen Staat der Autonomen Gemeinschaften, Deutscher Universitäts-Verlag, Wiesbaden 1996.
- Europäische Öffentlichkeit und Sprachpolitik. Integration durch Anerkennung, Campus, Frankfurt am Main 2004.
- Eine kleine Geschichte Kataloniens, 2. Aufl. Suhrkamp Verlag, Frankfurt am Main 2016, ISBN 978-3-518-45879-2 (mit Torsten Eßer und Walther L. Bernecker).